# Мневська Галина Іванівна
Галина Іванівна Мневська (літературний псевдонім Галина Орлівна; 16 листопада 1895, с. Калайдинці Лубенського повіту Полтавської губернії — 21 березня 1955) — українська письменниця доби Розстріляного відродження, перекладачка, акторка, педагогиня. Жертва сталінських репресій. Дружина письменника Клима Поліщука.

## Життєпис

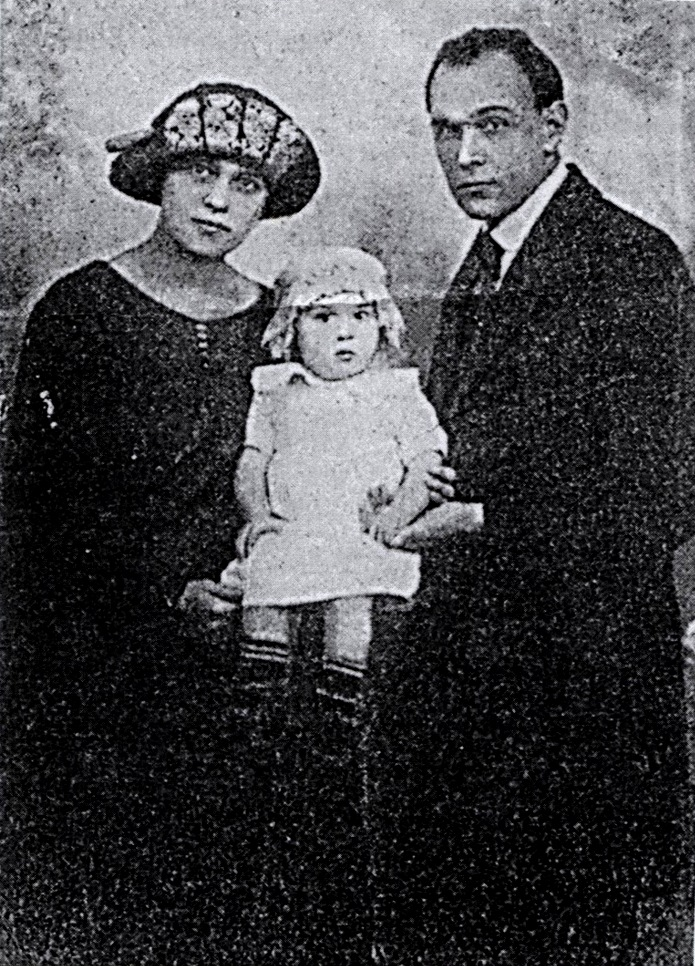
Галина Мневська з чоловіком Климом Поліщуком та донькою Лесею.

Народилась в селі Каланденці на Полтавщині в інтелігентній родині вчительки і чиновника. Батько помер, коли їй було 5, мати ж постійно хворіла.
Галина навчалась в Лубенській і Московській гімназіях, потім на Вищих жіночих курсах у Москві, та в Ольгинському університеті у Києві. Проте останній курс в Києві не закінчила через нестачу коштів.
В подальшому Галина Мневська працювала акторкою у Вінницькому театрі імені Івана Франка під керівництвом Гната Юри. Також пробує сили в літратурі: 1921 року у львівському видавництві «Русалка» вийшла її збірка «Шляхом чуття».
Після поразки української революції 1917-21 років Мневська опиняється на еміграції в Західній Україні, на той час захопленій Польщею. Мешкала тут у Львові.
1921 року вийшла заміж за емігранта з УНР Клима Поліщука. Незабаром народила доньку Лесю. Львівський період був особливо плідним у творчості Галини Мневської. Вже у 1922 році вийшла друком її збірка «Перед брамою». Її оповідання та новели друкувалися в часописах Львова, Праги, Відня. Писала також оповідання для дітей, п'єси. Крім того, займалася перекладацькою діяльністю. В її перекладах публікувалися «Робінзон Крузо» Даніеля Дефо, «Прекрасними сабінянками» Леоніда Андреєва та багато інших.
1925 року Галина Мневська з родиною переїхала до УРСР. Схоже, що ініціаторкою цього переїзду була саме вона. У Харкові, де оселилася родина, Мневська поринає в літературну творчість. 1925 року входить до літературної організації «Плуг». Найпомітніші твори цього періоду «Ілішва», «Скарб діда Якова», «Нове поле», «Бабський бунт», «Емігранти», «Жага», «Сибірка» та інші, що публікувалися в часописах «Червоний шлях», «Глобус», «Життя і революція», «Всесвіт». Про творчість Мневської схвально відгукувались Богдан Лепкий, Володимир Сосюра, Мирослав Ірчан, Петро Голота, Олександр Копиленко. Мневська проникала в психологію героїв, реалістично змальовувала тогочасні процеси в суспільстві, а це викликало незадоволення, її критикували за те, що вона описувала колгоспний рух як кріпаччину.
1930 року родина Мневської отримала житло у письменницькому будинку «Слово» — квартиру 27, а вже 20 січня 1931 року її, чи не першою серед жителів будинку, було заарештовано. За звинуваченням в українському націоналізмі вона отримала 5 років заслання. Її чоловіка було арештовано раніше, засуджено 21січня 1930 року до 10 років таборів. У 1937 році його було розстріляно. На засланні в Актюбінську їй доводилось важко працювати на залізниці. Після закінчення терміну їй було заборонено повертатись в Україну, тому вона працювала вчителькою Мартунської середньої школи в Актюбінській області, стала відмінницею народної освіти Казахстану. У роки війни працювала в тилу, була нагороджена медалями «За доблесну працю у Великій Вітчизняній війні» та «За трудову доблесть».
На засланні Мневська одружилася з волинянином Яковом Захаровичем Возним, з яким прожила 21 рік. У ці роки вона продовжувала писати, проте її твори не публікували.
Померла Галина Мневська 21 березня 1955 року, після тяжкої невиліковної хвороби. За заповітом похована на батьківщині другого чоловіка у селищі Голоби на Ковельщині.

## Видання
- Галина Орлівна Шляхом чуття (Новели). «Русалка» Львів 1921
- Галина Орлівна Перед брамою (Новели). «Русалка» Львів 1922
- Галина Орлівна Князівна жаба [Архівовано 13 липня 2015 у Wayback Machine.] (Пєса-казка для дітей, у 7 картинах). «Русалка» Львів 1925